# Tennis ai Giochi della II Olimpiade - Doppio maschile
Il Doppio maschile fu uno dei quattro eventi di Tennis disputatesi alla II olimpiade. Si disputò dal 6 luglio all'11 luglio 1900. Vi parteciparono 16 tennisti provenienti da 3 nazioni.

## Medagliere
| Oro                                               | Argento                                                 | Bronzo                                                                                     |
| Gran Bretagna Laurence Doherty & Reginald Doherty | Francia / USA Max Décugis & Basil Spalding de Garmendia | Francia Georges de la Chapelle & André Prévost Gran Bretagna Harold Mahony & Arthur Norris |

## Risultati
|  | Quarti di finale                        | Quarti di finale                        | Quarti di finale                        | Quarti di finale                        | Quarti di finale                        | Quarti di finale | Quarti di finale |  |  | Semifinali                              | Semifinali                              | Semifinali                              | Semifinali                              | Semifinali                              | Semifinali                        | Semifinali |   |   | Finale                                  | Finale                                  | Finale                                  | Finale                                  | Finale | Finale | Finale |  |
|  |                                         |                                         |                                         |                                         |                                         |                  |                  |  |  |                                         |                                         |                                         |                                         |                                         |                                   |            |   |   |                                         |                                         |                                         |                                         |        |        |        |  |
|  | Georges de la Chapelle André Prévost    | Georges de la Chapelle André Prévost    | Georges de la Chapelle André Prévost    | Georges de la Chapelle André Prévost    | 6                                       | 7                | 6                |  |  |                                         |                                         |                                         |                                         |                                         |                                   |            |   |   |                                         |                                         |                                         |                                         |        |        |        |  |
|  | Élie de Lastours Guy Lejeune            | Élie de Lastours Guy Lejeune            | Élie de Lastours Guy Lejeune            | Élie de Lastours Guy Lejeune            | 3                                       | 9                | 2                |  |  | Georges de la Chapelle André Prévost    | Georges de la Chapelle André Prévost    | Georges de la Chapelle André Prévost    | Georges de la Chapelle André Prévost    | Georges de la Chapelle André Prévost    | 2                                 | 4          |   |   |                                         |                                         |                                         |                                         |        |        |        |  |
|  | Basil Spalding de Garmendia Max Décugis | Basil Spalding de Garmendia Max Décugis | Basil Spalding de Garmendia Max Décugis | Basil Spalding de Garmendia Max Décugis | Basil Spalding de Garmendia Max Décugis | 6                | 7                |  |  | Basil Spalding de Garmendia Max Décugis | Basil Spalding de Garmendia Max Décugis | Basil Spalding de Garmendia Max Décugis | Basil Spalding de Garmendia Max Décugis | Basil Spalding de Garmendia Max Décugis | 6                                 | 6          |   |   |                                         |                                         |                                         |                                         |        |        |        |  |
|  | Charles Sands Archibald Warden          | Charles Sands Archibald Warden          | Charles Sands Archibald Warden          | Charles Sands Archibald Warden          | Charles Sands Archibald Warden          | 3                | 5                |  |  |                                         |                                         |                                         |                                         |                                         |                                   |            |   |   | Basil Spalding de Garmendia Max Décugis | Basil Spalding de Garmendia Max Décugis | Basil Spalding de Garmendia Max Décugis | Basil Spalding de Garmendia Max Décugis | 1      | 1      | 0      |  |
|  | Laurence Doherty Reginald Doherty       | Laurence Doherty Reginald Doherty       | Laurence Doherty Reginald Doherty       | Laurence Doherty Reginald Doherty       | Laurence Doherty Reginald Doherty       | 6                | 6                |  |  |                                         |                                         | Laurence Doherty Reginald Doherty       | Laurence Doherty Reginald Doherty       | Laurence Doherty Reginald Doherty       | Laurence Doherty Reginald Doherty | 6          | 6 | 6 |                                         |                                         |                                         |                                         |        |        |        |  |
|  | Lebréton Paul Lecaron                   | Lebréton Paul Lecaron                   | Lebréton Paul Lecaron                   | Lebréton Paul Lecaron                   | Lebréton Paul Lecaron                   | 2                | 3                |  |  | Laurence Doherty Reginald Doherty       | Laurence Doherty Reginald Doherty       | Laurence Doherty Reginald Doherty       | Laurence Doherty Reginald Doherty       | 6                                       | 6                                 | 6          |   |   |                                         |                                         |                                         |                                         |        |        |        |  |
|  | Harold Mahony Arthur Norris             | Harold Mahony Arthur Norris             | Harold Mahony Arthur Norris             | Harold Mahony Arthur Norris             | 6                                       | 6                | 6                |  |  | Harold Mahony Arthur Norris             | Harold Mahony Arthur Norris             | Harold Mahony Arthur Norris             | Harold Mahony Arthur Norris             | 1                                       | 4                                 | 1          |   |   |                                         |                                         |                                         |                                         |        |        |        |  |
|  | Étienne Durand Adrien Fauchier-Magnan   | Étienne Durand Adrien Fauchier-Magnan   | Étienne Durand Adrien Fauchier-Magnan   | Étienne Durand Adrien Fauchier-Magnan   | 8                                       | 1                | 3                |  |  |                                         |                                         |                                         |                                         |                                         |                                   |            |   |   |                                         |                                         |                                         |                                         |        |        |        |  |

| Posizione | Nome                                    | Nazione           |
| --------- | --------------------------------------- | ----------------- |
| 1         | Lawrence Doherty Reginald Doherty       | Gran Bretagna     |
| 2         | Basil Spalding de Garmendia Max Décugis | USA Francia       |
| 3         | Georges de la Chapelle André Prévost    | Francia           |
| 3         | Harold Mahoney Arthur Norris            | Gran Bretagna     |
| 5         | Étienne Durand A. Fauchier-Magnan       | Francia           |
| 5         | Charles Sands Archibald Warren          | USA Gran Bretagna |
| 5         | E. de Lastours G. Lejeune               | Francia           |
| 5         | P. Lebréton Paul Lecaron                | Francia           |